# 何世華
何世華（1925年—1958年4月30日），中國共產黨員，廣西省平樂縣人，受中共派往哈爾濱進行特訓後派遣入台，1955年利用中秋節以投奔自由名義進入金門，因其汽修專長派於台南憲兵202軍團文書中士，1957年夜間張貼「解放台灣是中國人民解放軍的神聖任務」、「蔣賊要你去送死必先滿足物質待遇」等標語於台南市火車站附近署名台灣共產黨總部遭偵破，偵訊後發現其著手進行滲透及破壞事實，潛台進入情報局的林坤生、李載發遭啟出共產黨團費證等證物，一併被判處死刑，槍決於安坑刑場。

## 生平
何世華，1925年生，廣西省桂林道平樂縣人，平樂縣立初中肄業，1950年曾從事汽修學徒及焊工，1955年9月30日中秋節劫持漁船一艘前往鼠嶼（今獅嶼），經金防部偵查，何世華報告係因其父曾為國民黨軍官，遭中共殺害憤而投奔自由，並提供共軍駐紮圖與海防及地雷種類等資訊，經問訊後認為無明確匪諜情事，1956年2月安排任職於台南市憲兵202軍團擔任文書中士職務。

1957年6月12日上午在台南市北門路、勝利路、小東路一帶及6月17日在健康路附近發現許多反動標語，如「解放台灣是中國人民解放軍的神聖任務」、「蔣賊要你去送死必先滿足物質待遇」、「強大之人民解放軍一定能夠解放台灣」、「為解放軍到台灣做好準備工作」並署名台灣共產黨總部，勘稱近年所罕見，保安司令部立即成立專案小組偵查，6月17日何世華在健康路檢獲5張反動標語上交領賞金，由於6月12日之後台南經過幾次大雨，之前未尋獲之標語都已遭雨水淋濕無法撕除，而何世華所持之標語並未遭雨淋濕，又標語中多用簡體，且字跡寫法與何世華吻合，進一步偵訊後突破心防，依其供述在其團部廁所旁挖出玻璃罐裝著剩餘未張貼標語，並表示是為了領賞金而自導自演本案。
審訊時何世華供出1949年10月15日加入中共少年兒童先鋒隊擔任大隊長，隔年加入新民主主義青年團繼而加入中國共產黨，黨證編號530858號，1953年響應抗美援朝加入志願軍，6月何世華被送往桂林305軍團受訓，7月韓戰停戰後被發往廈門第三野戰軍團第10團31軍92師工兵訓練，繼而派往哈爾濱鋤奸訓練中心受爆破、暗殺、心戰、偽裝、情蒐、監獄鬥爭等特訓，工作重心在拉攏失業軍警、地痞流氓、貧苦百姓，挑撥離間仇視政府進一步組織群眾。由於派往哈爾濱特訓的過程投奔自由時在金防司令部並未交代，被認為自首不誠而繼續審問，最後何世華全盤托出林坤生、鄭添壽也與他一樣以類似方式投奔自由潛台進行偵蒐，何世華在大陸看過林坤生照片，林坤生、鄭添壽與何世華在金門時相遇暗號等情事，因此，分派到軍情局等單位之林坤生、李載發、鄭添壽，也一併被關押審訊。
47年度覆高晶字第七號判決書顯示何世華在1958年4月18日遭判死刑，1958年4月30日上午八時槍決於新店安坑刑場。

## 相關案件
林坤生、李載發等雖在金門時即已坦承是受指派而來，但因為何世華的案子又再次受到審訊，李載發陳情書中表示有受到刑求，林坤生等人雖然一再喊冤並多次提交陳情書，但仍於1958年9月29日判處死刑，1959年2月4日林坤生、李載發、鄭添壽槍決於新店安坑。